# توماس هوليداي هيكس
توماس هوليداي هيكس هو محامي وسياسي أمريكي، ولد في 2 سبتمبر 1798 في مقاطعة دورشيستر في الولايات المتحدة، وتوفي في 13 فبراير 1865 في واشنطن العاصمة في الولايات المتحدة. نشط حزبياً في حزب اليمين والحزب الجمهوري والحزب الديمقراطي.

## مناصب
- انتخب عضو مجلس الشيوخ الأمريكي [الإنجليزية]‏ عن دائرة Maryland Class 3 senate seat ‏ وقد انضم خلال فترته النيابية [الإنجليزية]‏ (4 مارس 1863 – 14 فبراير 1865) للكتلة البرلمانية Union Party (United States, 1850) [الإنجليزية]‏.
- انتخب عضو مجلس الشيوخ الأمريكي [الإنجليزية]‏ عن دائرة Maryland Class 3 senate seat ‏ وقد انضم خلال فترته النيابية [الإنجليزية]‏ (29 ديسمبر 1862 – 4 مارس 1863) للكتلة البرلمانية Union Party (United States, 1850) [الإنجليزية]‏.
- انتخب عضو مجلس النواب لولاية ماريلند  [لغات أخرى]‏.
- انتخب حاكم ماريلاند [الإنجليزية]‏ (13 يناير 1858 – 8 يناير 1862).
- انتخب عضو مجلس الشيوخ الأمريكي [الإنجليزية]‏.